# حزب كل الشعب (بوتان)
حزب كل الشعب هو حزب سياسي سابق في بوتان. تزعمه رئيس الوزراء السابق جيغمي ثينلي.
في 25 يوليو 2007، اندمج الحزب القوي نسبيًا مع حزب الوحدة الشعبية الفاشل في بوتان، بقيادة ليونبو (عضو الجمعية) يشي زيمبا؛ توحد الحزبان تحت اسم حزب بوتان للسلام والازدهار. تم تسجيل كل من حزب الشعب وحزب بوتان في لجنة الانتخابات.  